# Jahshaka
Jahshaka (ранее - Cinefx) — система нелинейного видеомонтажа, служащая для создания, редактирования видеоматериалов, наложения эффектов, использующая аппаратную реализацию OpenGL и OpenML для обеспечения интерактивной работы в реальном времени. Распространяется по лицензии GPL. Существуют версии для GNU/Linux, Microsoft Windows NT и Mac OS X.
Jahshaka имеет настраиваемый модульный интерфейс, который позволяет работать как редактор для обработки видеоматериалов, как редактор для создания эффектов, а также в качестве аниматора при создании трёхмерных сцен. Также можно создавать свой собственный интерфейс для более удобной работы. Помимо того, имеется сетевой модуль, предназначенный для организации совместной работы нескольких человек.
Финальный публичный выпуск программы должен был получить номер 3.0 и иметь средства для обработки звуковых материалов, однако, после выхода второй версии у разработчиков были проблемы из-за «недальновидности спонсоров», и 17 января 2008 года проект объявил о окончании развития.
В комплект также входил медиапроигрыватель Cineplay.
На официальном сайте проекта можно скачать обучающий набор бесплатных медиафайлов, включая текстуры, 3D-модели, изображения и видеоклипы.